# トウヨウゴキブリ
トウヨウゴキブリ（学名：Blatta orientalis）は、ゴキブリの一種である。オスの成虫は体長1.8～2.9センチ、メスの成虫は体長2～2.7センチほどである。色は黒褐色か黒色であり、体には光沢がある。メスはオスと多少異なる見た目をしており、一見翅がないように見えるが、頭部の真下には短翅がある。メスはオスよりも体が大きい。オスは腹部の3分の2を覆うほどの褐色の長い翅を持ち、メスより体が小さい。しかし、オスもメスも飛ぶことはできない。もともとはクリミア半島および黒海、カスピ海地域が原産であるが、現在では世界中に分布している
。

## 習性
トウヨウゴキブリは他の種よりもやや遅く移動する傾向がある。暗くて湿気の多い場所を好むため、英語では”waterbug”とも呼ばれている。屋内では、腐敗した有機物や下水道、排水溝などの湿った場所の周辺によく生息する。屋外では、繁みや落ち葉の下などの湿った場所にいることが多い。アメリカの北西部、中西部および南部では家庭内での主要な害虫となる。

## 適応
ゴキブリは隠れる場所として、暖かくて湿度の高い、かつエサがある場所を好む。トウヨウゴキブリにとって最適な温度は20℃から29℃の間である。トウヨウゴキブリは隠れるのが上手であるため、日中にすみかを軽く見るだけでは痕跡が見つからないこともある。通常、下水管や排水溝などの家庭内での湿った場所でよく見つかる。

## 卵鞘
ゴキブリは卵鞘が特徴的である。トウヨウゴキブリの黒みがかった褐色の卵鞘は、1～1.2センチほどの大きさになり、境界のあいまいな仕切りの中には16～18個ほどの卵が収まっている。これらの卵鞘は交尾から1日ほどで形成され、基本的に形成から1～2日ほど、遅くとも7日後までに、なるべく安全な場所に産みつけられるか、あるいは経口分泌によって孵化に適した土壌に張りつけられる。色は、最初は黄色っぽい白であるが、だんだん赤みがかり、最後には黒褐色となる。0℃以下の気温では生存できない。気温が29.5℃の場合は42日ほどで孵化し、21℃の場合は81日ほどで孵化する。

## 駆除
トウヨウゴキブリは他のゴキブリよりも駆除が難しいとされる。成虫は残留する殺虫剤によってかなり容易に駆除できるが、殺虫剤が洗い流されて2か月ほどしたらメスは新たな幼虫を産みつける。